# Dolno Botevo
Dolno Botevo (bulgariska: Долно Ботево) är ett distrikt i Bulgarien.   Det ligger i kommunen Obsjtina Stambolovo och regionen Chaskovo, i den centrala delen av landet, 220 km sydost om huvudstaden Sofia.
Trakten runt Dolno Botevo består till största delen av jordbruksmark. Runt Dolno Botevo är det glesbefolkat, med 14 invånare per kvadratkilometer.